# Жиковичи (Дятловский район)
Жи́ковичи (бел. Жыкавічы) — деревня в Дворецком сельсовете Дятловского района Гродненской области Белоруссии. По переписи населения 2009 года в Жиковичах проживало 18 человек. Площадь сельского населённого пункта составляет 5,32 га, протяжённость границ — 1,32 км.

## География
Жиковичи расположены в 25 км к юго-востоку от Дятлово, 172 км от Гродно, 12 км от железнодорожной станции Выгода.

## История
Согласно переписи населения 1897 года Жиковичи — деревня в Роготненской волости Слонимского уезда Гродненской губернии (13 дворов, 81 житель). В 1905 году численность населения деревни составила 128 жителей.
В 1921—1939 годах Жиковичи находились в составе межвоенной Польской Республики. В 1923 году в Жиковичах имелось 17 хозяйств, проживало 82 человека. В сентябре 1939 года Жиковичи вошли в состав БССР.
В 1996 году Жиковичи входили в состав Роготновского сельсовета и совхоза «Роготно». В деревне насчитывалось 18 хозяйств, проживало 34 человека.
28 августа 2013 года деревня была передана из упразднённого Роготновского в Дворецкий сельсовет.